# Juan Carlos Pérez (músico)
Juan Carlos Pérez Gómez (Motrico, Guipúzcoa, 28 de mayo de 1958) es un músico español, conocido por ser el cantante y guitarrista del grupo Itoiz.
Después de estudiar en la escuela municipal de música, se licenció en Derecho por la Universidad de Deusto, y en aquellos años, década de 1970, empezó su andadura musical, primero con el grupo Indar Trabes, y después con Itoiz (1978-1988). Al mismo tiempo, profundizó en sus estudios de música en Bilbao y comenzó a hacer trabajos para la televisión en 1984.
Los últimos años ha trabajado como cantante en solitario y compositor, sumido en proyectos renovadores.

## Biografía
Juan Carlos Pérez fue el vocalista y el autor de las canciones del grupo Itoiz, entre 1978 y 1988. Desde entonces, ha hecho una larga y fructífera carrera en solitario, poniéndose al servicio de la educación y la investigación musical que ha desarrollado con los años. Ha sacado álbumes de pop, ha trabajado para la televisión, la danza, el cine y ha creado música para teatro, ha compuesto obras de música contemporánea, y ha estrenado dos obras para orquesta sinfónica: Bizkaieraz e Itoiz Suite.
Juan Carlos Pérez se sumió muy joven en la creación de música. Hizo los estudios básicos de solfeo, guitarra y clarinete en la Escuela de Música Municipal de Motrico, y, cuando tenía dieciséis años, fundó el grupo Indar Trabes, con otros cuatro amigos de Motrico y Ondarroa. Indar Trabes cambió su nombre a Itoiz en 1978. En la siguiente década sacarían siete álbumes; esos álbumes lo convertirían en un grupo referente de la música vasca.
En la época de Itoiz, en 1984, Juan Carlos Pérez comenzó a hacer trabajos de creación de otro tipo, junto a aprender a tocar el piano. Empezó a crear sintonías para la televisión (TVE y ETB): La aventura humana, Los tres anillos, La puerta abierta, Dr. Livingstone... supongo y algunos otros programas. Esos trabajos fueron recopilados en el álbum Bitacora cahiera (Esan Ozenki, 2002). Así mismo, a partir de una historia inventada por Bernardo Atxaga, puso música a los dibujos animados de ETB Flannery eta bere astakiloak (1986).
La disolución de Itoiz en 1988 liberó a Pérez del remolino de álbumes y conciertos, y le dio la opción de estudiar solfeo, piano y estética en el Conservatorio de Bilbao. Se dedicó entonces a investigar nuevas formas de expresión, sobre todo aquellas ligadas a la música contemporánea, comenzando así su carrera en solitario. Aun así, no ha dado la espalda a la música pop, sino que ha alternado con ese género los últimos veinte años. Ha publicado tres álbumes como JC Pérez: Atlantic River (Elkar, 1994) -después de separarse Itoiz, cambió la guitarra por el piano y empezó a componer sobre la partitura-, Hau berua (Elkar, 1996) -presentó en este trabajo las influencias de Van Morrison y de las orquestas latinas de soul y jazz- y para presentar #esto mismo a los escenarios devolvió con un grupo grande- e Hiriko istorioak (Elkar, 2006), una obra que recopila canciones de Itoiz y de sus anteriores álbumes en solitario con un toque jazz. Mientras, compuso la música del espectáculo de danza del grupo Maskarada Ikaro, de rock pisocélico, siendo recogida en el álbum Ikaro.
En la última década ha destacado por varios proyectos. «Siempre ando en busca de nuevos sonidos, y la música contemporánea me da lo que el rock me daba: para trabajar un gran mundo (...) Siempre me ha interesado este camino, y diría que la base de mi trabajo siempre ha estado unida a la composición. Quizá mucha gente me ve como un mero cantante vasco, pero yo nunca me he sentido un singer de rock o folk». Escribió una obra para cuarteto de cuerda en 1997, Blues for String Quartet,  y en el VIII. Festival de Música Contemporánea de San Sebastián estrenó Arkadius, para cuarteto de cuerdas, junto con otras tres obras para instrumentos de cuerda. Las fuatro composiciones están en el álbum Quatuor (No-CD Rekords, 1997) que grabó Arkadius String Quartet. Ese cuarteto está en la colección Music Collection de la Universidad de Grawemeyer, en Louisville, Estados Unidos.
En mismo género, algunas obras que ha creado Juan Carlos Pérez son la composición para quinteto de viento Zazpi dantza; la sonata para flauta y piano Gintonic 8:40 in the blue night; los trabajos para saxofón y percusión Foxtrot eta Zortziko... Por encargo de la Diputación de Vizcaya creó Bizkaieraz, trabajo para orquesta sinfónica, y la Orquesta Sinfónica de Bilbao la estrenó en 2007 en el Palacio Euskalduna de Bilbao. Albokaren Bizkaieraz está inspirado en el sonido de la alboka, ya que, según Pérez, ese instrumento define el sonido de la provincia.
A raíz de aquel trabajo, surgió el proyecto de llevar las canciones de Itoiz al género sinfónico. El propio Pérez se encargó de crear una composición con las canciones más significativas de Itoiz, Itoiz Suite. La Orquesta Sinfónica de Bilbao la estrenó en la Semana Grande de Bilbao de 2009, y después se publicaron CD y DVD.
Las obras de Pérez se han estrenado en la Quincena Musical de San Sebastián, la Quincena de Zumaya, la Orquesta Sinfónica de Bilbao en el Ciclo de la Música de Cámara y en la Semana de la Música Contemporánea de Leioa, entre otras.
En los últimos años, Pérez ha estado presentando el directo Hiriko istorioak, con el grupo formado por Fernan Irazoki (batería), Gonzalo Tejada (contrabajo), Andrzej Olejniczak (saxofón), Rubén Salvador (trompeta) y Alberto Urretxo (trombón).
Juan Carlos Pérez también ha hecho trabajo de producción para otros grupos en todos estos años: Jotakie, Tahúres Zurdos, el trikitilari Laja, Maixa ta Ixiar, Sugan...
El 15 de septiembre de 2017 estrena en la plaza de abajo de Motrico la nueva composición coral del himno de su cuadrilla de amigos del pueblo llamada Zulokoak. Esta cuadrilla se formó en la escuela de los Maristas de Motrico, cuando sus intrigantes tenían tan sólo 6 años de edad. Desde entonces han permanecido siempre unidos aunque sus vidas hayan seguido destinos diferentes. Todavía hoy en día continúan reuniéndose cada jueves en la sociedad gastronómica de Motrico.
El 20 de junio de 2024 se estrena en el Teatro Arriaga de Bilbao su ópera Saturraran, con libreto en euskera del escritor Kirmen Uribe.

## Discografía

### Itoiz
1. Itoiz (1978)
2. Ezekiel (1980)
3. Alkolea (1982)
4. Musikaz blai (1983)
5. Espaloian (1985)
6. Nobela beltza (1985)
7. Ambulance (1987)
8. eremuko dunen atzetik dabil... (1988)
9. Itoiz 1978-1988 (2000)
10. Itoiz-Antologia 1978-1988 (2008)

### En solitario
1. Flannery eta bere Astakiloak (Elkar, 1986)
2. Poliren Kantak (Elkar, 1988)
3. Atlantic River (Elkar, 1994)
4. Hau berua (Elkar, 1996)
5. Ikaro (Elkar, 2000)
6. Hiriko istorioak - JC Pérez Live (Elkar, 2006)
7. Itoiz Suite, con la Orquesta Sinfónica de Bilbao (Brian's Records, 2009)